# ترومان سميث
ترومان سميث (بالإنجليزية: Truman Smith)‏ (و. 1791 – 1884 م) هو سياسي، وقاضي، ومحامي أمريكي، ولد في روكسبري، كان عضوًا في حزب اليمين، توفي في ستامفورد، عن عمر يناهز 93 عاماً.

## مناصب
تولى منصب عضو مجلس الشيوخ الأمريكي ‏
- عضو مجلس النواب الأمريكي
- عضو مجلس نواب كونيتيكت

.

## التعليم
تعلم في كلية ييل
.